# بیل نیکلسون (بازیکن فوتبال)
بیل نیکلسون (انگلیسی: Bill Nicholson؛ ۲۶ ژانویهٔ ۱۹۱۹ – ۲۳ اکتبر ۲۰۰۴) یک بازیکن فوتبال اهل بریتانیا بود.